# Syneches immaculatus
Syneches immaculatus är en tvåvingeart som beskrevs av Enrico Adelelmo Brunetti 1913. Syneches immaculatus ingår i släktet Syneches och familjen puckeldansflugor.
Artens utbredningsområde är Sri Lanka. Inga underarter finns listade i Catalogue of Life.